# Erhard Loretan
Erhard Loretan, född 28 april 1959 i Bulle, Fribourg, död 28 april 2011 i Fieschertal, Valais, var en schweizisk bergsbestigare, bosatt i bergsbyn Crésuz.
Han var känd för sina klättringar i alpin stil i Himalaya med snabba och lätta bestigningar av berg utan överflödig utrustning. Loretan besteg alla berg över 8000 m ö.h. och var tredje person att göra det utan syrgastuber. Loretan omkom i en klättringsolycka samma dag som han fyllde 52 år.

## Bestigningar
- 1982 Nanga Parbat.
- 1983 Gasherbrum I (Hidden Peak), Gasherbrum II, Broad Peak.
- 1984 Manaslu, Annapurna.
- 1985 K2, Dhaulagiri.
- 1986 Mount Everest.
- 1990 Shisha Pangma, Cho Oyu.
- 1991 Makalu.
- 1994 Lhotse.
- 1995 Kangchenjunga.